# Liuhszing huajüan (televíziós sorozat, 2018)
Liuhszing huajüan (流星花园, Liúxīng Huāyuán) angol címén Meteor Garden, vagy Meteor Garden 2018 egy 2018-as kínai televíziós sorozat Sen Jüe ( Shen Yue), Dylan Wang, Darren Chen, Caesar Wu, Liang Csing-kang (Liang Jingkang) főszereplésével.
A sorozat Kamio Jóko által írt Hana jori dango (花より男子; Hepburn: Hana Yori Dango) (angol címén Boys Over Flowers) sódzsó manga sorozatán és az azonos nevű 2001-es tajvani sorozaton alapul. A sorozatot az eredeti tajvani sorozat készítője, Csaj Cse-ping (Chai Zhi-bing) készítette, és Lin Ho-lung (Lin Helong) rendezte. A sorozat Sanghajban és Londonban játszódik.
A sorozat remake-jét először Kínában sugározták a Hunan Televízióban, majd a közvetítés után elérhetővé tették a streaming partner, a Mango TV VIP felhasználói számára. Ezután mindenki számára elérhetővé tették a streamingszolgáltatóknál a sugárzást követő napon. Naponta két epizódot adtak ki hétfőtől szerdáig. Indonézia, Thaiföld és a Fülöp-szigetek kivételével globálisan a Netflix eredeti sorozataként is elérhető.

## Cselekmény
A történet középpontjában egy közönséges lány, Tung San-caj (Dong Shancai) (Sen Jüe (Shen Yue)) áll, akit felvesznek az ország legrangosabb egyetemére, a Ming-tö (Ming De) Egyetemre. San-caj (Shan-cai) egy olyan családból származó lány, amelyik épphogy fenn tudja magát tartani. Személyiségének jellege miatt azonnal összecsap az F4-gyel, az elit klikkel, amely az intézmény négy legnépszerűbb fiújából áll, amit az elkényeztetett, gazdag és arrogáns Tao Ming-sze (Dao Ming-si) (Dylan Wang) vezet. Tao Ming-sze (Dao Ming-si) fokozatosan beleszeret San-caj (Shan-cai)ba, és a végén rájön, hogy a lány az egyik legjobb barátjába, Hua Cö-lej (Hua Ze-lei)be (Darren Chen) szerelmes.
Végül a négy fiú elkezdi elismerni San-caj (Shan-cai) hajthatatlan személyiségét, amely hasonlít a névrokonára: egy gyomra, amelyet soha nem lehet kiirtani. San-caj (Shan-cai) meglátja a fiúkban a jót, utat nyitva a barátságok és egy esetleges romantika előtt. Tao Ming-sze (Dao Ming-si) édesanyja azonban társadalmi helyzete és családi háttere miatt határozottan elutasítja San-caj (Shan-cai)t, és ezért mindent megtesz annak érdekében, hogy megszakítsa San-caj (Shan-cai) és Tao Ming-sze (Dao Ming-si) kapcsolatát.

## Gyártás
2017 áprilisában Csaj Cse-ping (Chai Zhi-bing) bejelentette, hogy dolgozik a 2001-es Meteor Garden remake-jén. A bejelentés előtt Barbie Hsu célzásokat tett rá a Weibo-posztjaiban. Csaj (Chai) úgy tervezte, hogy a remake „a könyvek teljesebb és jobb adaptációja” lesz. A sorozatot 720 millió új tajvani dollárból (körülbelül 24 millió amerikai dollár) készítették, epizódonként 15 milliós költségvetéssel, ami harmincszorosa az eredetiének.
A közösségi médiában 2017. június 21-én casting-felhívást jelentettek be egy videóval és a #FindingF4 hashtaggel. 2017. november 7-én kiderült az F4-et játszó színészek kiléte. November 9-én, egy Sanghajban tartott sajtótájékoztatón jelentették be, hogy Sen Jüe (Shen Yue) kapta a női főszerepet.
Dee Hsut eredetileg Tao Ming-feng (dao Ming-feng) szerepére hallgatták meg, végül azonban de Tao Ming-csuang (Dao Ming-chuang) szerepére szerződtették. Tao Ming-feng (Dao Ming-feng) szerepét végül Vang Lin (Wang Lin) színésznő alakította.
2018 februárjában bejelentették, hogy Hszü Fuhsziang (Xu Fuxiang) helyett Lin Ho-lung (Lin Helong) rendezi a sorozatot.

## Fordítás
Ez a szócikk részben vagy egészben  a   Meteor Garden (2018 TV series) című angol Wikipédia-szócikk ezen változatának fordításán alapul.  Az eredeti cikk szerkesztőit annak laptörténete sorolja fel. Ez a jelzés csupán a megfogalmazás eredetét és a szerzői jogokat jelzi, nem szolgál a cikkben szereplő információk forrásmegjelöléseként.